# Cylindroiulus dicentrus
Cylindroiulus dicentrus är en mångfotingart som först beskrevs av Robert Latzel 1884.  Cylindroiulus dicentrus ingår i släktet Cylindroiulus och familjen kejsardubbelfotingar. Inga underarter finns listade i Catalogue of Life.